# Asclepias nana
Asclepias nana är en oleanderväxtart som beskrevs av Verdoorn. Asclepias nana ingår i släktet sidenörter, och familjen oleanderväxter. Inga underarter finns listade i Catalogue of Life.